# Lista siturilor arheologice din județul Ilfov - L
Lista siturilor arheologice din județul Ilfov - L conține toate siturile arheologice din județul Ilfov înscrise în Repertoriul Arheologic Național (RAN) și aflate în localități al căror nume începe cu litera L. RAN este administrat de Ministerul Culturii și Patrimoniului Național și cuprinde date științifice, cartografice, topografice, imagini și planuri, precum și orice alte informații privitoare la zonele cu potențial arheologic, studiate sau nu, încă existente sau dispărute.
Puteți căuta un sit din localitățile care încep cu litera L folosind formularul de mai jos sau puteți naviga prin toate siturile din județ la Lista siturilor arheologice din județul Ilfov.
| Cod RAN                                   | Denumire | Localitate              | Adresă              | Datare                 | Descoperit | Coordonate | Imagine           | Erori            |
| ----------------------------------------- | --- | ----------------------- | ------------------- | ---------------------- | ---------- | ---------- | ----------------- | ---------------- |
| 103531.01.01 (Cod LMI: IF-I-m-B-15201.02) | Situl arheologic de la Lipia - "Dealul Morii" / ansamblu anonim (Categorie: locuire civilă) (Tip: Așezare)    | sat Lipia, comuna Gruiu | Dealul Morii        |                        |            |            | Încărcați imagine | Raportați eroare |
| 103531.01.02 (Cod LMI: IF-I-m-B-15201.01) | Situl arheologic de la Lipia - "Dealul Morii" / ansamblu anonim (Categorie: locuire civilă) (Tip: Așezare)    | sat Lipia, comuna Gruiu | Dealul Morii        | sec. III p. Chr.       |            |            | Încărcați imagine | Raportați eroare |
| 103531.02.01 (Cod LMI: IF-I-m-B-15203.03) | Situl arheologic de la Lipia-Pârâul Cociovaliște / ansamblu anonim (Categorie: locuire civilă) (Tip: Așezare) | sat Lipia, comuna Gruiu | Pârâul Cociovaliște |                        |            |            | Încărcați imagine | Raportați eroare |
| 103531.02.02 (Cod LMI: IF-I-m-B-15203.02) | Situl arheologic de la Lipia-Pârâul Cociovaliște / ansamblu anonim (Categorie: locuire civilă) (Tip: Așezare) | sat Lipia, comuna Gruiu | Pârâul Cociovaliște | Tei                    |            |            | Încărcați imagine | Raportați eroare |
| 103531.02.03 (Cod LMI: IF-I-m-B-15203.01) | Situl arheologic de la Lipia-Pârâul Cociovaliște / ansamblu anonim (Categorie: locuire civilă) (Tip: Așezare) | sat Lipia, comuna Gruiu | Pârâul Cociovaliște | sec. IV-VI p. Chr.     |            |            | Încărcați imagine | Raportați eroare |
| 103531.03.01 (Cod LMI: IF-I-m-B-15203.04) | Situl arheologic de la Lipia-La Pod I / ansamblu anonim (Categorie: locuire) (Tip: Așezare)                   | sat Lipia, comuna Gruiu | La Pod I            | sec.II-III             |            |            | Încărcați imagine | Raportați eroare |
| 103531.04.01 (Cod LMI: IF-I-m-B-15203.05) | Situl arheologic de la Lipia-La Pod II / ansamblu anonim (Categorie: locuire) (Tip: Așezare)                  | sat Lipia, comuna Gruiu | La Pod II           | sec. IX-X              |            |            | Încărcați imagine | Raportați eroare |
| 103531.04.02 (Cod LMI: IF-I-m-B-15203.06) | Situl arheologic de la Lipia-La Pod II / ansamblu anonim (Categorie: locuire) (Tip: Așezare)                  | sat Lipia, comuna Gruiu | La Pod II           | getică sec. II-I a.Ch. |            |            | Încărcați imagine | Raportați eroare |
| 103531.04.03 (Cod LMI: IF-I-m-B-15203.07) | Situl arheologic de la Lipia-La Pod II / ansamblu anonim (Categorie: locuire) (Tip: Așezare)                  | sat Lipia, comuna Gruiu | La Pod II           |                        |            |            | Încărcați imagine | Raportați eroare |
| 103531.05.01 (Cod LMI: IF-I-m-B-15203.08) | Situl arheologic de la Lipia-Stația Meteo / ansamblu anonim (Categorie: locuire) (Tip: Așezare)               | sat Lipia, comuna Gruiu | Stația Meteo        | sec.II-III             |            |            | Încărcați imagine | Raportați eroare |
| 103531.05.02 (Cod LMI: IF-I-m-B-15203.09) | Situl arheologic de la Lipia-Stația Meteo / ansamblu anonim (Categorie: locuire) (Tip: Așezare)               | sat Lipia, comuna Gruiu | Stația Meteo        |                        |            |            | Încărcați imagine | Raportați eroare |
| 103531.05.03 (Cod LMI: IF-I-m-B-15203.10) | Situl arheologic de la Lipia-Stația Meteo / ansamblu anonim (Categorie: locuire) (Tip: Așezare)               | sat Lipia, comuna Gruiu | Stația Meteo        | sec.IX-X               |            |            | Încărcați imagine | Raportați eroare |
| 103531.05.04 (Cod LMI: IF-I-m-B-15203.11) | Situl arheologic de la Lipia-Stația Meteo / ansamblu anonim (Categorie: locuire) (Tip: Așezare)               | sat Lipia, comuna Gruiu | Stația Meteo        | sec.V-VI               |            |            | Încărcați imagine | Raportați eroare |
| 103531.05.05 (Cod LMI: IF-I-m-B-15203.12) | Situl arheologic de la Lipia-Stația Meteo / ansamblu anonim (Categorie: locuire) (Tip: Așezare)               | sat Lipia, comuna Gruiu | Stația Meteo        |                        |            |            | Încărcați imagine | Raportați eroare |